# Neoplocaederus caroli
Neoplocaederus caroli es una especie de escarabajo longicornio del género Neoplocaederus, tribu Cerambycini, subfamilia Cerambycinae. Fue descrita científicamente por Leprieur en 1876.

## Descripción
Mide 27-44 milímetros de longitud.

## Distribución
Se distribuye por Argelia, Libia y Marruecos.